# Harpefoss
Harpefoss is een plaats in de Noorse gemeente Sør-Fron, provincie Innlandet. Harpefoss telt 437 inwoners (2007) en heeft een oppervlakte van 0,91 km².